# Marigny-sur-Yonne
Marigny-sur-Yonne is een gemeente in het Franse departement Nièvre (regio Bourgogne-Franche-Comté) en telt 207 inwoners (2009). De plaats maakt deel uit van het arrondissement Clamecy.

## Geografie
De oppervlakte van Marigny-sur-Yonne bedraagt 11,4 km², de bevolkingsdichtheid is 18,6 inwoners per km².
De onderstaande kaart toont de ligging van Marigny-sur-Yonne met de belangrijkste infrastructuur en aangrenzende gemeenten.

## Demografie
Onderstaande figuur toont het verloop van het inwonertal (bron: INSEE-tellingen).